# A Lot About Livin' (And a Little 'Bout Love)
A Lot About Livin' (And a Little 'Bout Love) är den amerikanska countrysångaren Alan Jacksons tredje studioalbum, utgivet 1992.

## Låtlista
1. "Chattahoochee" - 2:28
2. "She's Got the Rhythm (And I Got the Blues)" - 2:24
3. "Tonight I Climbed the Wall" - 3:31
4. "I Don't Need the Booze (To Get a Buzz On)" - 3:15
5. "(Who Says) You Can't Have It All" - 3:29
6. "Up to My Ears in Tears" - 2:54
7. "Tropical Depression" - 2:57
8. "She Likes It Too" - 2:50
9. "If It Ain't One Thing (It's You)" - 3:52
10. "Mercury Blues" - 3:38